# Sérvio Sulpício Camerino Cornuto (cônsul em 461 a.C.)
Sérvio Sulpício Camerino Cornuto (em latim:  Servius Sulpicius Camerinus Cornutus) foi um político da gente Sulpícia nos primeiros anos da República Romana eleito cônsul em 461 a.C. com Públio Volúmnio Amintino Galo. Foi também um dos decênviros do Primeiro Decenvirato em 451 a.C. Era filho de Quinto Sulpício Camerino Cornuto, cônsul em 490 a.C., e pai (ou avô) de Quinto Sulpício Camerino Cornuto, tribuno consular em 402 e 398 a.C.

## Consulado
Sérvio Sulpício pertencia ao ramo Camerino da nobre gente Sulpícia, uma antiga gente patrícia da Roma Antiga. Seu praenomen não é certo, pois, segundo Lívio, seria Públio e não Sérvio. Em 461 a.C. foi eleito cônsul juntamente com Públio Volúmnio Amintino Galo, num período de graves tensões políticas entre os tribunos da plebe, que lutavam a favor da Lex Terentilia, e os patrícios, conservadores, se opunham a qualquer limitação do poder dos cônsules. Dionísio nota como, durante seu mandato, os tribunos, propuseram uma lei que exigia a eleição de um comitê de dez cidadãos que deveriam redigir a nova lei do Estado Romano e que esta foi afixada no Fórum Romano, uma atitude fortemente hostilizada pelos patrícios.
Porém, os hérnicos avisaram que équos e volscos, inimigos tradicionais de Roma, derrotados no ano anterior, estavam se reorganizando perto de Anzio (em latim: Antium) provocou um novo alistamento militar, suspendendo a discussão legislativa. Convencidos de que se tratava de um embuste para adiar novamente a discussão de Lex Terentilia, os tribunos se opuseram ao alistamento, utilizando inclusive a força; da mesma forma, quando os tribunos convidavam o povo a votar na assembleia a aprovação da lei, os patrícios impediam o voto, o que dava início a diversas altercações. Esta paralisia durou o ano inteiro.

Durante seu consulado ocorreu também o processo político contra Cesão Quíncio, o filho de Cincinato, que terminou com seu exílio e a aposentadoria de seu pai, forçado a vender as propriedades da família para pagar a fiança depois da reclusão do filho numa pequena fazenda à beira do Tibre.

## Anos posteriores
Em 454 a.C., juntamente com Espúrio Postúmio Albo Regilense e Aulo Mânlio Vulsão, participou de uma delegação enviada a Atenas e à Magna Grécia cujo objetivo era transcrever as leis de Sólon e examinar a legislação local para identificar as que melhor se adaptavam ao estilo de vida romano. Depois de retornarem a Roma, em 452 a.C, Sérvio Sulpício fez parte do primeiro grupo de decênviros, o Primeiro Decenvirato (em latim: Decemviri legibus scribundis), participando da confecção da versão inicial do novo código legal romano, escrito em dez tábuas aprovadas pela comitia centuriata e que os decenviratos subsequentes completaram, promulgando finalmente a Lei das Doze Tábuas (em latim: "Lex Duodecim Tabularum").
Em 449, o nome de Sérvio Sulpício Camerino (Cornuto?) aparece junto com os de Caio Júlio Julo e Espúrio Tarpeio Montano Capitolino entre os negociadores enviados pelo Senado ao monte Vecílio, onde revoltosos contra o poder dos decênviros estavam se agrupando, e, em 446 a.C., comandou a cavalaria, como legado dos cônsules Tito Quíncio Capitolino Barbato e Agripa Fúrio Medulino Fuso, na Batalha de Corbio, parte guerra contra os équos e volscos.